# Monster in mir
Monster in mir ist das dritte Soloalbum des österreichischen Rappers Chakuza. Es wurde 2010 auf Bushidos Musiklabel ersguterjunge veröffentlicht. Das Album ist der Nachfolger des Albums Unter der Sonne, welches im Mai 2008 erschien. Wegen einiger privater, nicht weiter bekannten Gründen verzögerte sich die Veröffentlichung des Tonträgers auf längere Zeit.

## Titelliste
| #  | Titel                     | Gastmusiker    | Produzenten        | Länge |
| -- | ------------------------- | -------------- | ------------------ | ----- |
| 1  | Intro                     | Dick Rules     | Max Mostley        | 1:54  |
| 2  | Wolken                    |                | Raf Camora         | 2:52  |
| 3  | Alarmsignal               |                | Pierre Schilling   | 4:05  |
| 4  | Blind stumm abgefucked    | Bizzy Montana  | Beatlefield        | 3:55  |
| 5  | Assozial & Fame           |                | Beatlefield        | 3:22  |
| 6  | Ich hör sie reden         |                | Beatlefield        | 2:50  |
| 7  | Der Tag an dem du gehst   | Nazar          | Undercover Molotov | 4:02  |
| 8  | Welt auf meinen Schultern | Max Grubmüller | Beatlefield        | 3.40  |
| 9  | Monster                   | Konshens       | Beatlefield        | 3:26  |
| 10 | Cowboy                    |                | Beatlefield        | 3:03  |
| 11 | Randalieren               |                | Raf Camora         | 3:13  |
| 12 | Wunderland                | Sera Finale    | Beatlefield        | 3:46  |
| 13 | Junglestadt               |                | Raf Camora         | 3:28  |
| 14 | Email für dich            |                | Beatlefield        | 3:05  |
| 15 | Alles zu spät             | DJ Stickle     | Beatlefield        | 3:03  |
| 16 | Nicht mehr hier           |                | Gee Futuristic     | 3:27  |
| 17 | Gold und Silber           | RAF Camora     | Beatlefield        | 3:49  |
| 18 | Schwarzer Mann            |                | Beatlefield        | 3:26  |
| 19 | Outro                     |                | Beatlefield        | 1:55  |

## Produktion
Auf dem Album sind insgesamt sechs Produzenten außerhalb der Hauptproduzenten Beatlefield, welche aus Chakuza selbst und DJ Stickle bestehen. Das Intro wurde von Max Mostley produziert. Für die Produktion von Der Tag an dem du gehst mit Nazar war Undercover Molotov verantwortlich. Weiter steuerte RAF Camora die drei Tracks "Wolken", "Randalieren" und "Junglestadt" bei. Gee Futuristic produzierte den Track "Nicht mehr hier". Alle Lieder wurden im Beatlefield-Studio in Berlin aufgenommen. Die Scratches wurden von DJ Stickle eingesetzt, der mit Ausnahme von "Der Tag an dem du gehst" (RAF Camora) auch das komplette Album abmischte. Alle Tracks wurden von Sascha "Busy" Bühren gemastert.

## Gastbeiträge
Auf dem Album befinden sich insgesamt acht Gastbeiträge. Auf dem Intro inszeniert Dick Rules anfangs die "Monsterschreie". Bizzy Montana, mit dem Chakuza 2006 das Kollabo-Album "Blackout" aufnahm, ist auf dem Song "Blind stumm abgefucked" zu hören. Nazar von D-Bos Label "Wolfpack Entertainment" ist auf dem Lied "Der Tag an dem du gehst" vertreten, der jamaikanische Reggae-Künstler Konshens im Refrain des Titelsongs "Monster". Der österreichische Sänger und Gitarrist Max Grubenmüller war für den musikalischen Teil von "Welt auf meinen Schultern" mitverantwortlich, ist auf dem besagten Lied aber nicht stimmlich zu hören. Auf dem Track "Wunderland" ist der Berliner Rapper Sera Finale von I Luv Money Records vertreten. Er ist der einzige Rapper außerhalb Chakuzas direktem musikalischen Umfelds, der auf dem Album ist. DJ Stickle ist auf dem Lied "Alles zu spät" mit einem Gesangspart im Refrain vertreten. Er sang auch Teile von "Alarmsignal", welche textlich und melodiös an "Die Wüste lebt" von Pierre Schilling angelehnt ist. Auf dem Track "Gold und Silber" ist RAF Camora zu hören, der bereits auf den vorherigen Veröffentlichungen Chakuzas vertreten war.

## Illustration
Auf dem Cover ist links Chakuza zu sehen, wie er zur Seite blickt. Neben ihm ist ein in die andere Richtung blickendes Monster zu sehen. Chakuzas Auge ist dunkel und monsterähnlich bearbeitet. An seinem Hals sind vereinzelt Risse zu erkennen. Das Cover ist abgesehen von Chakuzas Kleidung komplett in schwarz und weiß gehalten. Das Cover wurde von ID///A&S gestaltet. Für die Gestaltung des Booklets war Steffi Superfly Schirnhofer verantwortlich.

## Vermarktung
Zur als Download veröffentlichten Vorabsingle Monster, auf der Konshens vertreten ist, wurde ein Video gedreht.

## Rezeption

### Preise
Bei den Hiphop.de Awards 2010 wurde Monster in mir als „Bestes Album national“ ausgezeichnet.

### Kritik
„Zur musikalischen Untermalung muss man wohl nicht viele Worte verlieren. Die Beats sind zum Großteil wieder von Beatlefield produziert und kommen wie immer mit viel Liebe zum Detail, sehr bombastisch und düster daher. Alle anderen Beats, vor allem die von RAF Camora, stehen diesen in nichts nach. Meist hört man treibende Orchesterinstrumente, gepaart mit Synthies, die allesamt die gefrustete Stimmung sehr gut untermalen. […] „Monster in mir“ ist auf jeden Fall ein Album, das nach öfterem Hören immer besser wird. Man merkt, dass es in einer Zeit entstanden ist, in der den Künstler in Berlin einfach alles angekotzt hat. Durch diesen unendlichen Frust schwingt aber auch der starke Wunsch und die Hoffnung auf einen Neuanfang mit und man weiß ja, dass Chakuza diesen Neuanfang, durch seine Rückkehr nach Linz, dann letztlich auch getätigt hat. […] Gewohnt wütend, unzufrieden und ja, eben asozial auf der einen Seite, sehr ehrlich und persönlich auf der anderen Seite, kommt Chakuza daher.
Dabei ist er, anders als viele seiner Kollegen, immer sehr unabgehoben und bodenständig, macht sich selbst angreifbar und dadurch aber auch für den Hörer sehr greifbar und sympathisch. Man fühlt das, was Chakuza erzählt und kann sich selber darin wieder finden oder daran reiben.“

„Chakuza's Musik ist ideal für nachdenkliche und depressivere Gemüter, die sich jetzt lieber in einer anderen Jahreszeit befinden würden. Die Lyrics sind untypisch für die gewöhnlichen Releases aus der Rap-Hauptstadt, eingebettet in einen düsteren Sound. Chakuza kündigt wie manch andere Rapper seine Punchlines nicht glamourös an, sondern belohnt nur aktive Zuhörer, wenn er seinen Humor zwischen den Zeilen spielen lässt.“

„„Monster In Mir“ verhält sich genau so, wie man es von Chakuza gewohnt ist: Produktionen auf einem hohen Niveau, einige persönliche Inhalte sowie eine Vielzahl an Battle-Tracks. Fest steht, dass Chakuza in den ruhigen Momenten deutlich stärker zu überzeugen weiß und diese deshalb aus der Masse etwas herausstechen. Dennoch wird mit "Monster In Mir" ein weiteres, durchaus gelungenes Album des österreichischen Rappers präsentiert.“